# Kontron
Kontron AG – międzynarodowa firma projektująca i produkująca wbudowane komputery modułowe, płyty oraz systemy.
Kontron AG obsługuje firmy typu OEM (ang. Original Equipment Manufacturer), integratorów systemów, oraz dostawców rozwiązań, działających na wielu rynkach oraz wielu branżach takich jak komunikacja, energia, automatyka przemysłowa, informatyka użytkowa, medycyna, wojsko, transport. Kontron projektuje, produkuje i sprzedaje swoje produkty na całym świecie. Kontron jest najważniejszym członkiem aliansu „Intel Communications”.
Główna siedziba holdingu znajduje się w Niemczech w miejscowości Eching (powiat Freising). Pozostałe lokalizacje to m.in. Roding, Deggendorf, Kaufbeuren, Pittsburgh, San Diego, Montreal, Toulon, Tajpej, Moskwa oraz Pekin. Globalna sprzedaż wspierana jest przez liczne regionalne biura sprzedaży mające swoją lokalizację w więcej niż dwudziestu krajach na całym świecie, m.in. w Polsce.

## Portfolio produktów

### Płyty i nakładki
- Komputery jednopłytkowe SBC
- PC/104
- Wbudowane płyty główne
- AdvancedTCA / AdvancedMC / MicroTCA
- CompactPCI 3U / 6U
- Nakładki XMC / PMC
- VME
- VPX / OpenVPX
- Karty Slot-CPU

### Komputery modułowe
- COM Express
- ETX

### HMI i wyświetlacze
- Komputery panelowe
- Monitory

### Systemy i platformy
- Bezwentylatorowe komputery typu Box PC
- Przemysłowe systemy kontroli
- Wstrząsoodporne systemy stacjonarne oraz mobilne
- Sterowniki PLC
- Systemy do montażu w szafę RACK